# Нименко, Андрей Васильевич
Андре́й Васи́льевич Ниме́нко (род. 20 июня 1925 года, с.Ингуло-Каменка — 2006) — советский и украинский скульптор, искусствовед, писатель. Член Национальных союзов писателей и художников Украины, кандидат искусствоведения (1955), заслуженный деятель искусств Грузинской ССР (1969).

## Биография
Родился в с. Ингуло-Камененке теперь Кировоградской области. Участник Великой Отечественной войны. В 1951 году окончил Киевский художественный институт, преподаватели М. Лысенко и М. Гельман. В 1955 году окончил аспирантуру Института искусствоведения, фольклористики и этнологии НАН Украины.

## Произведения

### Монументальные композиции (в соавторстве)
- «Сына Отечества» (1967)
- «Арсенальцы» на станции метро « Арсенальная» (1960, не сохранилась)

### Скульптуры (в соавторстве)
- Шота Руставели (1966)
- Алишер Навои (1967)

### Памятники (в соавторстве)
- Давиду Гурамишвили в Миргороде (1969)
- Лесе Украинке в Луцке (1977)
- М. Давыдову в с. Весёлых Боковеньках Кировоградской области

### Памятные медали
- Серия «Гетманы Украины» (1980—1996)

## Публикации
- «Українська скульптура другої половини ХІХ — початку ХХ ст.» (1963) (укр.)
- «Памятники Тарасові Шевченку» (1964) (укр.)
- «Кавалерідзе — скульптор» (1967) (укр.)
- Андрій Німенко. Лісові фантазії. Київ, Веселка, 1991. Архивная копия от 20 мая 2021 на Wayback Machine